# Bidzińszczyzna
Bidzińszczyzna – wieś w Polsce, położona w województwie świętokrzyskim, w powiecie ostrowieckim, w gminie Bałtów.
Leży nad rzeką Kamienną. Wchodzi w skład sołectwa Skarbka.
W latach 1975–1998 Bidzińszczyzna należała administracyjnie do województwa kieleckiego.
Przed 2023 r. miejscowość była częścią wsi Skarbka.
Przez wieś przechodzi  niebieski szlak turystyczny z Łysej Góry do Pętkowic.
W 2006 w Bidzińszczyźnie otwarto kopalnię piasku co spotkało się z protestami części mieszkańców. Według protestujących powstanie piaskowni, ze względu na uciążliwość dla środowiska, zmniejszy szansę na rozwój turystyki w gminie Bałtów.
Wierni Kościoła rzymskokatolickiego należą do parafii Matki Bożej Bolesnej w Bałtowie.